# Maurizio Rossi (ciclista)
Maurizio Rossi (Rimini, 12 dicembre 1962) è un ex ciclista su strada italiano.

## Carriera
Passato professionista nel 1984, a poco meno di ventidue anni, le sue stagioni migliori furono il biennio 1986-1987 in cui ebbe un vero e proprio exploit di risultati ed in cui colse le quattro affermazioni della sua carriera professionistica.
Nel 1986 fece una importante prestazione alla Vuelta al País Vasco; dopo aver vinto la prima frazione ed aver conquistato la vetta della classifica generale, della breve corsa a tappe spagnola, difese il primato fino alla conclusiva frazione a cronometro di Andoain cedendola all'irlandese Seán Kelly per soli diciotto secondi e concludendo, quindi, la corsa sul secondo gradino del podio.
In quella stessa stagione vinse anche il Giro del Veneto ed ottenne altri piazzamenti nelle classiche corse in linea del calendario italiano, fra cui il quinto posto al Giro del Lazio ed il settimo alla Coppa Sabatini.
Nel 1987, invece si aggiudicò la Settimana Ciclistica Internazionale Sicicliana, fu secondo al Giro di Campania dietro Giuseppe Petito e concluse dodicesimo il Campionato di Zurigo miglior piazzamento in carriera in una classica del ciclismo internazionale.
Le stagioni successive invece furono quasi anonime e, tranne il terzo posto al Gran Premio Industria e Commercio di Prato del 1989, non raccolse altri risultati di rilievo.
Anche suo zio Marino Amadori fu un ciclista professionista e poi dirigente sportivo, sia nel ciclismo femminile che maschile, seguendo atleti del calibro di Fabiana Luperini e Marco Pantani.

## Palmarès
- 1976 (Gruppo Sportivo Lambrusco Giacobazzi, una vittoria)

Coppa Varignana
- 1977 (Gruppo Sportivo Lambrusco Giacobazzi, una vittoria)

Coppa Caivano
- 1982 (Gruppo Sportivo Lambrusco Giacobazzi, una vittoria)

Trofeo Francesco Gennari
- 1983 (Gruppo Sportivo Lambrusco Giacobazzi, due vittorie)

Trofeo Francesco Gennari
Trofeo Papà Cervi
- 1986 (Ecoflam, due vittorie)

Giro del Veneto
1ª tappa Vuelta al País Vasco (Antzuola > Antzuola)
- 1987 (Ecoflam, due vittorie)

1ª tappa Settimana Ciclistica Internazionale Siciliana (Siracusa > Bronte)
Classifica generale Settimana Ciclistica Internazionale Siciliana

## Piazzamenti

### Grandi Giri
- Giro d'Italia

1985: 102º
1986: 73º
1987: 89º
1988: ritirato (17ª tappa)
1989: 43º
1990: 55º
- Vuelta a España

1990: 87º

### Classiche monumento
- Milano-Sanremo

1986: 61º
1987: 67º
1989: 87º
1990: 82º
- Giro di Lombardia

1986: 20º
1988: 33º
1989: 46º